# Komárno (Kroměříž)
Komárno é uma comuna checa localizada na região de Zlín, distrito de Kroměříž.